# Oxtjärnen (Bjurholms socken, Ångermanland, 708959-165744)
Oxtjärnen är en sjö i Bjurholms kommun i Ångermanland och ingår i Leduåns huvudavrinningsområde.